# Stonewall Democrats
Stonewall Democrats ist eine US-amerikanische Organisation mit Sitz in Washington, D.C.
Die Organisation setzt sich für die Rechte von Homo-, Bi- und Transsexuellen ein und ist politisch eng verbunden mit der Demokratischen Partei.
Das Wort Stonewall im Namen der Organisation verweist auf den Stonewall-Aufstand im Jahre 1969.
Die Organisation wurde 1998 von dem demokratischen Abgeordneten Barney Frank gegründet, der im Repräsentantenhaus den Massachusetts forth congressional district vertrat.
Barney schaffte es mit der Gründung dieser Organisation verschiedene den Demokraten zugeneigte LGBT-Gruppen quer im Lande in einer gemeinsamen, nationalen Organisation zusammenzubringen.
Stonewall Democrats beschreiben sich mit den Worten „a grassroots force for social change within our movement and within our party“.
Zur Organisation gehören gegenwärtig 90 Untergruppen in den Vereinigten Staaten. Den Vorsitz in der Organisation hat Jo Wyrick. Vorherige Leitungspersonen waren Eric Stern, Michael Perez, Paul Yandura, Michael Colby und Chad S. Johnson.
Die Organisation betreibt Lobbyarbeit innerhalb der Demokratischen Partei, startet LGBT-Kampagnen und unterstützt Politiker der Demokratischen Partei auf lokaler, bundesstaatlicher und staatlicher Ebene, die LGBT-Anliegen aufgeschlossen und positiv gegenüberstehen.

## Untergruppen der Stonewall Democrats (Auswahl)
- Alabama Stonewall Democrats, Stonewall Democrats of Alaska
- Arizona Stonewall Democrats
- Alice B. Toklas LGBT Democratic Club und Harvey Milk LGBT Democratic Club von San Francisco
- Stonewall Democratic Club & Stonewall Young Democrats in Los Angeles
- San Diego Democratic Club of San Diego
- Gertrude Stein Democratic Club of DC
- Georgia Stonewall Democrats
- Stonewall Democrats Illinois
- Indiana Stonewall Democrats
- Bay State Stonewall Democrats in Massachusetts
- Stonewall DFL in Minnesota
- Kansas City Pride Democratic Club in Kansas City
- Gateway Stonewall Democrats in St. Louis
- New Hampshire Stonewall Democrats
- Gay and Lesbian Independent Democrats of New York City
- Liberty City Democratic Club in Philly
- Sacramento Stonewall Club of Greater Sacramento
- Steel City Stonewall Democrats in Pittsburgh
- Texas Stonewall Democratic Caucus
- Virginia Partisans Gay and Lesbian Democratic Club in Virginia
- Washington State Stonewall Democrats